# Diabolo menthe (chanson)
Pour les articles homonymes, voir Diabolo menthe.
Clip vidéo
[vidéo] « Yves Simon - Diabolo menthe », sur YouTube
Diabolo menthe est une chanson de l'auteur-compositeur-interprète Yves Simon, faisant partie de la bande-son du film éponyme, de Diane Kurys de 1977,,. À l'instar du film, devenu culte, c'est un des succès de la carrière d'Yves Simon et un morceau emblématique de la chanson française.

## Histoire
Le film Diabolo menthe, de Diane Kurys, a pour thème les premiers sentiments amoureux adolescents d'Anne Weber, âgée de 13 ans (jouée par Éléonore Klarwein) durant ses vacances d'été 1963 à Saint-Aubin-sur-Mer en Normandie et de son année scolaire 1963-64 au lycée Jules-Ferry du 9e arrondissement de Paris. Le film et la chanson du générique de fin sont inspirés des souvenirs nostalgiques personnels de lycéennes des années 1960, et du roman autobiographique de Diane Kurys et de sa sœur,,, à qui elle dédie ce film : « À ma sœur, qui m'a toujours pas rendu mon pull-over orange (sic)… » ; « Dans tes classeurs de lycée, y a tes rêves et tes secrets, tous ces mots que tu n'dis jamais, des mots d'amour et de tendresse…, des premières blessures de ton cœur, les premières blessures, les premières déchirures, qui font des bleus à ton âme, qui font des bleus petite Anne… »
La chanson est écrite, composée, interprétée, et jouée à la guitare par Yves Simon. L'écrivain et chanteur en trouve l'inspiration à la lecture d'une lettre d'amour, écrite sur une feuille de classeur scolaire, que lui avait adressée, en 1977, une adolescente (Corinne Dacla, fille de son éditeur musical, qui joue un des seconds rôles dans le film). Le morceau composé et écrit en deux heures, avant un concert à Sarrebruck, connaît un grand succès après la sortie du film, entraînant l'édition d'un 45-tours. Sur la première édition, c'est le chanteur qui figure sur la pochette car c'est la seule personnalité connue ; pour les rééditions, vu le succès du long métrage, l'affiche du film (due à l'illustrateur Floc'h) remplace la photo du chanteur. Le titre figure dans le Best of 1978-1985.

## Reprises
La chanson a été notamment reprise par Nolwenn Leroy (album Folk de 2018) et Élisa Tovati (album Elisa fait son cinéma de 2023). L'ont également enregistrée : Jenn Ayache (2014), Alexia Gredy (2017),, Soko (2018), et Savanah (2019-2024),. 

## Au cinéma
- 1977 : Diabolo menthe, de Diane Kurys
- 2013 : Pour une femme, de Diane Kurys, comme musique du générique d'ouverture